# 쇼나 맥도널드
쇼나 맥도널드(Shauna MacDonald, 1981년 2월 21일 ~ )는 스코틀랜드의 배우이다.

## 출연 작품
- 네일스 (2017)
- 문 독스 (2016)
- 하울 (2015)
- 필스 (2013)
- 하이크 (2011)
- 해리엣 더 스파이: 블로그 워즈 (2010)
- 쏘우 3D (2010)
- 아론 스톤 (2009)
- 러브 레터 프럼 언 오픈 그레이브 (2009)
- 앳 홈 바이 마이셀프...위드 유 (2009)
- 디센트: Part 2 (2009)
- 쏘우 - 여섯번의 기회 (2009)
- 토론토 스토리스 (2008)
- 뮤턴트: 다크 에이지 (2008)
- 웨딩 벨 (2007)
- 브랙패스트 위드 스콧 (2007)
- 로켓 포스트 (2006)
- 테리 폭스의 희망 마라톤 (2005)
- 라이딩 더 버스 위드 마이 시스터 (2005)
- 디센트 (2005)
- 나이스랜드 (2004)
- 리틀 러너 (2004)
- 섀터드 시티: 핼러팩스 폭발 (2003)
- 스테이트 오브 플레이 (2003)
- 스푹스 시즌2 (2003)
- 스푹스 시즌1 (2002)
- 트레일러 파크 보이스 - 시리즈 (2001)
- 한밤의 쇼핑 (2001)